# Svensen Junction
Svensen Junction az Amerikai Egyesült Államok északnyugati részén, Oregon állam Clatsop megyéjében elhelyezkedő önkormányzat nélküli település.